# Caspar von Schönberg (Kammerherr)
Caspar von Schönberg (* 7. Dezember 1679; † 14. Februar 1733) war ein deutscher königlich-polnischer und kurfürstlich-sächsischer Kammerherr und Rittergutsbesitzer. Er besaß die Güter Bieberstein, Gelenau, Thum und Niederzwönitz.

## Leben
Er stammte aus der sächsischen Adelsfamilie von Schönberg und war der Sohn des Gotthelf Friedrich von Schönberg (1631–1708). Der Kammerherr Gotthelf Friedrich von Schönberg (1681–1745) und Besitzer der Güter Trebitz, Thammenhayn und Lauterbach war sein jüngerer Bruder. Wie die meisten seiner Familienmitglieder schlug er eine Verwaltungslaufbahn am Hof des Wettiner ein und wurde zunächst zum Kammerjunker und später zum Kammerherrn in Dresden ernannt.
Caspar von Schönberg war Erbe des Rittergutes Bieberstein.

## Familie
Er heiratete Magdalena Elisabeth von Pöllnitz, die Tochter von Kanzler Ludwig Ernst von Pöllnitz aus dem Hause Benndorf, und bekam mit ihr zwei Söhne und eine Tochter. Als Lehnserben hinterließ er die beiden Söhne Moritz Friedrich und Caspar von Schönberg. Letzterer war zum Zeitpunkt des Todes seines Vaters noch unmündig, denn er wurde am 15. Mai 1718 in Bieberstein geboren. Beide erbten gemeinschaftlich die väterlichen Güter Ober- und Niederbieberstein, Obergruna, Gelenau, das Städtlein Thum und Niederzwönitz im sächsischen Erzgebirge. Sein ältester Sohn wurde wie der Vater königlich-polnischer und kurfürstlich-sächsischer Kammerherr und übernahm das Gut Bieberstein. Auch der jüngste Sohn Caspar wurde wie sein Vater zum Kammerherrn am Hof der Wettiner in Dresden ernannt.